# Hôn nhân cùng giới ở Newfoundland và Labrador
Hôn nhân cùng giới đã hợp pháp tại Newfoundland và Labrador. Tỉnh bang đã cấp giấy phép kết hôn cho các cặp cùng giới kể từ ngày 21 tháng 12 năm 2004.

## Phán quyết của tòa án
Vào ngày 4 tháng 11 năm 2004, hai cặp đồng tính nữ đã bị từ chối giấy phép kết hôn (Jacqueline Puler và Noelle French, và Lisa Zigler và Theresa Walsh) đã đệ đơn kiện chính quyền liên bang và tỉnh, yêu cầu Chính quyền tỉnh ra lệnh cấp giấy phép kết hôn cho các cặp cùng giới.
Newfoundland và Labrador do đó trở thành thứ tám trong số mười ba tỉnh và vùng lãnh thổ của Canada có đơn kiện như vậy. Chính phủ Liên bang gần đây đã không còn phản đối các vụ kiện như vậy. Chính quyền tỉnh cũng không phản đối vụ kiện; Tổng chưởng lý tỉnh tuyên bố rằng văn phòng của ông sẽ không phản đối vụ kiện. Vụ án bắt đầu vào ngày 13 tháng 12 năm 2004 và được xét xử bắt đầu từ ngày 20 tháng 12 năm 2004.
Công lý Derek Green chỉ mất một ngày để quyết định tuân theo các tiền lệ từ các tỉnh khác và Yukon và yêu cầu các cặp cùng giới ở Newfoundland và Labrador được cấp giấy phép kết hôn, do đó làm cho hôn nhân cùng giới hợp pháp ở Newfoundland và Labrador. Bộ trưởng Tư pháp Tom Marshall chỉ ra rằng Chính phủ sẽ tuân thủ ngay lập tức. Cô Poder và cô French đã kết hôn vào ngày 23 tháng 12 bởi Andy Wells, Thị trưởng của St. John's.
Tuy nhiên, một số quan chức, bao gồm Thị trưởng Gander Claude Elliott, và Thị trưởng Botwood Jerry Dean nói rằng họ sẽ từ chối điều hành tại các nghi lễ như vậy. Chính quyền tỉnh cảnh báo các ủy viên hôn nhân dân sự của mình, chẳng hạn như thị trưởng hoặc thẩm phán của hòa bình, rằng họ phải thực hiện các cuộc hôn nhân hoặc từ chức, vì các cuộc hôn nhân hiện nay là hợp pháp. Điều này phản chiếu một cuộc hôn nhân trước đây di chuyển của Chính quyền tỉnh Manitoba.

Gordon Young, một mục sư truyền giáo của Hội thánh đầu tiên của St. John's, đã yêu cầu Tòa phúc thẩm Tối cao Newfoundland cho phép anh ta kháng cáo phán quyết hợp pháp hóa hôn nhân cùng giới. Trường hợp của anh không được tiến hành.

## Pháp luật tỉnh
Vào tháng 4 năm 2002, Quốc hội Newfoundland và Labrador đã phê chuẩn các sửa đổi cho Đạo luật Luật con nuôi cho phép các cặp cùng giới được nhận nuôi con chung.
Vào tháng 5 năm 2009, Hạ viện đã sửa đổi Đạo luật hôn nhân bằng cách thay thế từ "vợ chồng" bằng "hai người". Luật tiếp theo được thông qua vào tháng 12 năm 2009 đã thay đổi định nghĩa về "vợ/chồng" để bao gồm các cặp cùng giới trong các hành vi khác, cụ thể là Đạo luật Luật Gia đình.